# エッカーンフェルデ

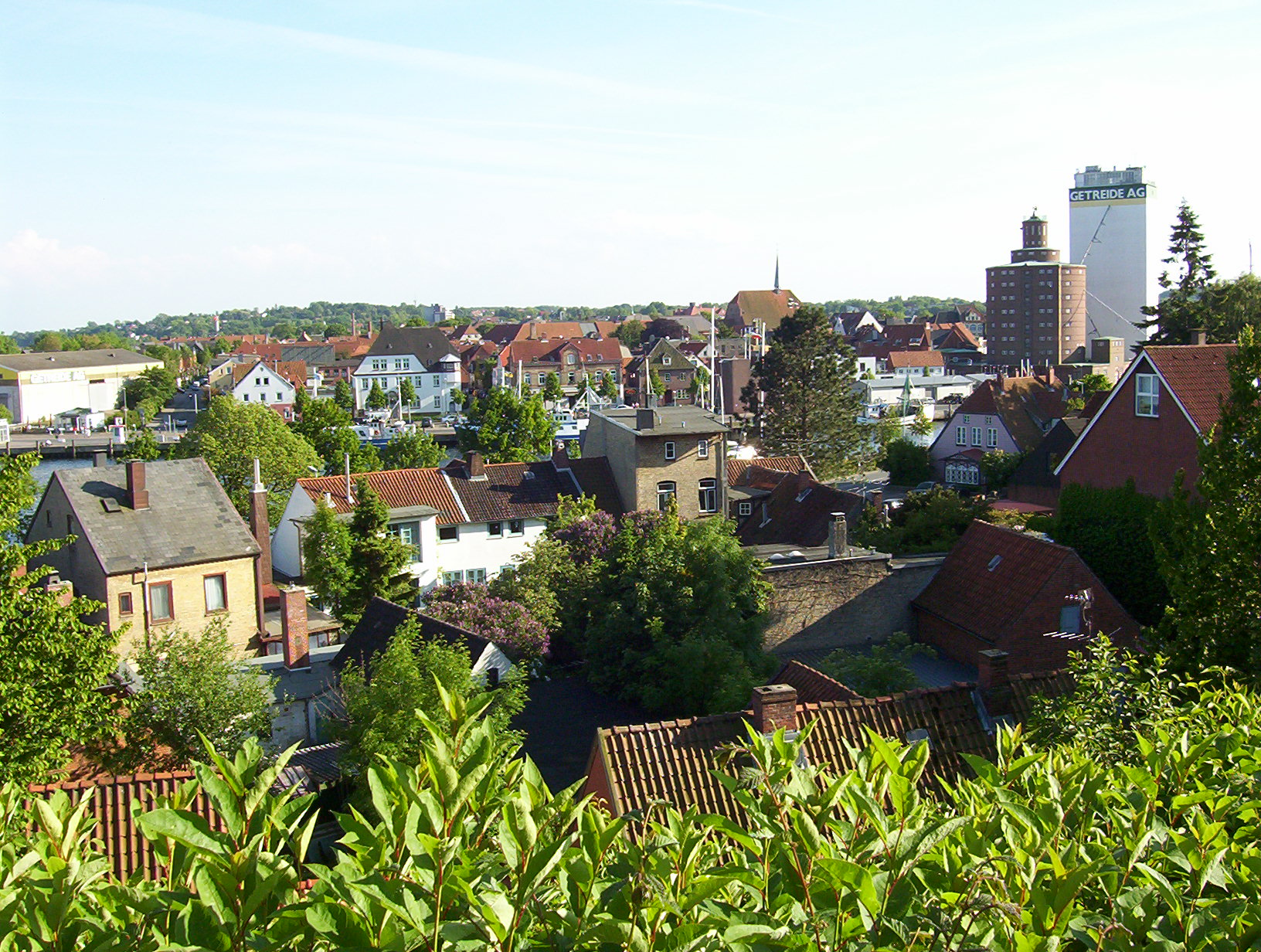
港と町の中心部

エッカーンフェルデ（ドイツ語: Egernførde）は、ドイツのシュレスヴィヒ＝ホルシュタイン州北部の都市。人口は約23,000人。

## 名前の由来
エッカーンフェルデという名前の由来は諸説あるが、付近にあったデンマークの城の名前に由来しているとされ、ボルビーの町の地区名にも反映されている。この城は13世紀のデンマーク国勢調査書にカイナーブルク/イケネーブルク（Ykærnæburgh）として記載されている。 最初の音節は、現代のデンマーク語でリスを意味する「egern」に対応し、一方「-フェルデ」はドイツ語でフィヨルドを意味する。これらは1602年と1624年に町によって使用された二つの公式の印章にラテン語化された形で文書化されている。町の名前の語源は、町の紋章にリスが描写されていることに反映されている。

## 歴史
- 1197年にエッカーンフェルデが初めて言及された[4]。
- エッカーンフェルデは1302年に初めて都市として明示的に言及されましたが、1288年には住民はすでに都市市民と呼ばれていた。
- 1628年にデンマークのクリスチャン4世によって神聖ローマ帝国から奪われた[4]。
- 1849年4月、第一次シュレースヴィヒ＝ホルシュタイン戦争中にデンマークの2隻の船、「クリスチャン8世」とフリゲート艦「ゲフィオン」がエッカーンフェルデに上陸しようとし、海岸から砲撃された。「クリスチャン8世」は爆発し、「ゲフィオン」は降伏して捕らえられた。南軍の司令官テオドール・プラウセは、デンマーク軍を「クリスチャン8世」から救出している最中に死亡した。
- 1872年11月13日、バルト海の高潮がデンマークからポメラニアまでのバルト海沿岸を襲った。ドイツのすべての沿岸集落の中で、エッカーンフェルデは北東に広く開いているエッカーンフェルデ湾に位置しているため、最も大きな被害を受けた。町全体が浸水し、78戸の家屋が破壊され、138戸が被害を受け、112世帯が家を失った。
- サンジェルマン伯爵は、エッカーンフェルデの聖ニコライ教会付近に埋葬された。彼の墓は1872年の高潮によって破壊された。
- 1934年、海辺のリゾート「Borby」が設立された。
- 第二次世界大戦後、エストニア人のための国連難民キャンプがエッカーンフェルデの近くにあり[5]、ホーエンシュタイン邸宅の一部が産科病棟に改築された[6]。

## 歴代の市長
- 1906 – 1914：カール・ヘルトマン（1872-1914）
- 1920 – 1921：ウィラースジェッセン（臨時）
- 1921 – 1926年：カート・ポニッチ
- 1926年7月 – 9月：ヴィルヘルム・クール（臨時）[7]
- 1926 – 1931：ウォルター・ヘイン（臨時）
- 1931 – 1933：ヴィルヘルム・ジーヴァース、（1896-1966）、NSDAP
- 1933 – 1938：ヘルムート・レムケ、（1907-1990）、NSDAP
- 1938 – 1943：フリードリヒベーム、NSDAP（1945年までの在職期間）
- 1943 – 1945：ハインツ・ロウワー、NSDAP（一時的）
- 1945年6月 – 8月：ハンス・オーム（臨時）
- 1945年8月 – 1946年4月：エヴァルト・ウェンデンブルク（臨時）
- 1946年4月 – 1946年9月：ハインリッヒシューマッハ、KPD
- 1946年9月 – 1950年4月：ダニエル・ヒンリッヒセン、CDU
- 1950年4月 – 1952年9月：エヴァルト・ウェンデンブルク、CDU
- 1952–1966：ワーナー・シュミット、（1911-1990）、無所属、その後FDP
- 1966–1969：ハンス・ヴィーデマン、無所属
- 1969–1987：カート・シュルツ、SPD
- 1987–1998：クラウス・ペナンス 、（1942年生まれ）、SPD
- 1998–1999：イングリッド・エーラーズ、SPD（一時的）
- 1999–2006：スザンヌ・ジェスケ・パーシュ、（1958年生まれ）、SPD
- 2007年以降：ヨルグ・シベル（1965年生まれ）、無所属、その後CDU

## 経済
20世紀初頭、エッカーンフェルデは港、漁業、農産物の貿易、塩や鉄製品の製造で知られていた。
ドイツ海軍の第1潜水艦戦隊の一部はエッカーンフェルデに駐屯した。1792年に創業した酒類販売を手がけるBEHNの本拠地であり、銃の設計と製造に携わるSIGザウアーの本社がある。

## 教育
市内の学校には、リチャード・ヴォスゲラウ・シューレがある。リチャード・ヴォスゲラウ・シューレは、エッカーンフェルデにある公立小学校であり、校舎は白い母屋と小さな離れ、サッカー場とスポーツホールから構成される。校庭では、生徒たちは滑り台から山登りまでさまざまな活動を楽しんでいる。その他エッカーンフェルデには次のような学校がある。
- フリッツ・ルーター・シューレ(小学校・地域学校)
- ウォルドルフ学校
- グデヴェルト・シューレ (小学校・コミュニティスクール)
- ペスタロッツィ・シューレ (専修学校)
- シュールアム・ノール (特別学校)
- ユングマンシュール (高校)
- ピーター・ウスティノフ・シューレ (コミュニティ・スクール)
- シュトットン・シューレ (小学校)

## 交通
キール-フレンスブルク鉄道が町の中心部の西に位置するエッカーンフェルデ駅に停車する。町の主要なバスターミナルである中央バスステーション(ドイツ語:ZOB)は駅に直結している。エッカーンフェルデには4つの都市連絡バス路線があるが、市内には路面電車もトロリーバスも運行していない。交通に関しては、州全域のシュレースヴィヒ=ホルスタイン運賃が適用される。バス停にはタクシー乗り場があり、エッカーンフェルデには2つのレンタサイクル店、1つは海岸近くに、もう1つは歩行者専用エリアにある。
最寄りの国際空港はハンブルグ空港である。

## 友好都市
姉妹都市
- ポーランド

ブジェク、オポーレヴォイヴォデシップ（1989年以降）
- ドイツ

ビュッツォー、メクレンブルクフォアポンメルン州-西ポメラニア（1990年以降）
- スウェーデン

ヘスレホルム、スコーネ（1958年以降）
- イギリス

マックルズフィールド（1953年以降）
- デンマーク

ナクスコウ、シェラン（1969年以降）
- タンザニア

タンガ（1963年以降）

## 出身･関連著名人

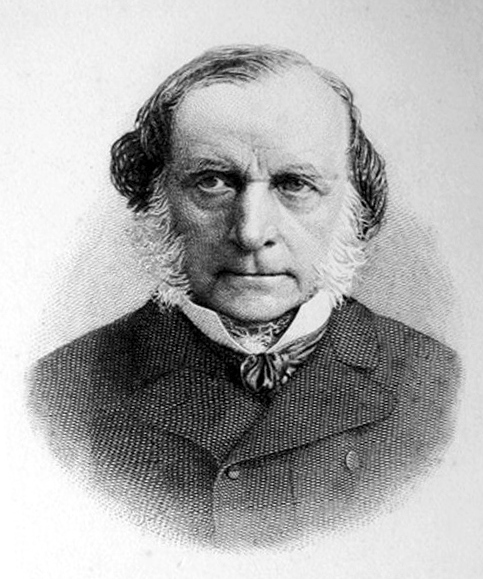
ローレンツ・フォン・シュタイン

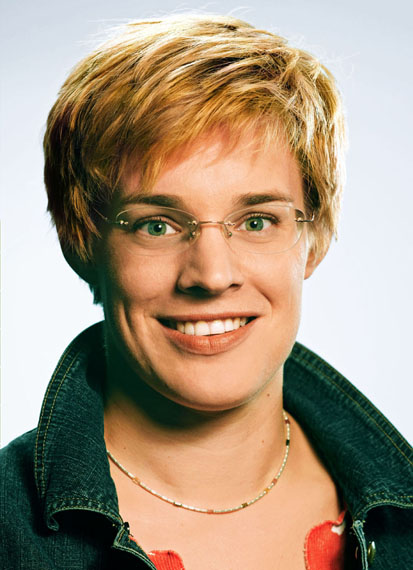
グリエチェ・スタッフェルト, 2006

- ヴァルター・フォン・ビューロー=ボトカンプ（1894年-1918年）：第一次世界大戦の戦闘機パイロットでプール・ル・メライトの勝者
- フレデリック・G・クラウセン（1856–1940）：ドイツ系アメリカ人建築家
- ルース・ハルブスグース（1916-2003）：ロンドンオリンピック（1936年）におけるドイツの競泳銀メダリスト
- ホルスト・ディーター・コレチケ (1952年生まれ）
- クリスチャン・オッテ（1674–1747）：問屋、船主、創業者
- フリードリヒ・ラートゲン（1862-1942年）：化学者で保全科学の分野の創始者
- マリア・リース（1942年生まれ）
- マイケル・シュルト（歌手、1990年生まれ）
- グリエチェ・スタッフェルト（1975年生まれ）：政治家（アライアンス'90/緑の党）、ドイツ連邦議会の元議員
- ローレンツ・フォン・シュタイン（1815-1890）[8]：経済学者・社会学者・行政学者
- カール・ヴィルヘルム・ヴァレンティナー（1845年-1931年）
- インゲ・ヴィート（1944年生まれ)：元「赤軍派（RAF）」のメンバー
- イングマール・ザホルスキー（1983年生まれ）：フォトジャーナリスト、メディアアーティスト